# City Opera de Vancouver
Le City Opera de Vancouver est une compagnie professionnelle d'opéra de chambre canadienne, fondée en 2005. Ses productions passées incluent la première à Vancouver de Nigredo Hotel (en) d'Ann-Marie MacDonald et Nic Gotham (en) ; la commande et la première de Missing, de la librettiste Marie Clements (en) et du compositeur Brian Current, en coproduction avec le Pacific Opera de Victoria (en) ; la première d'un « nouvel » opéra de chambre de Mozart, The Lost Operas of Mozart ; la première mondiale de Pauline (en), un opéra de chambre sur un livret original de Margaret Atwood ; la commande et la première en atelier de Fallujah, sur une musique de Tobin Stokes et un livret de Heather Raffo, avec le soutien de la Fondation Annenberg (en) de Los Angeles ; la première canadienne de Sumidagawa de Kanze Motomasa (en) et de Curlew River de Benjamin Britten en programme double ; et la première en Colombie-Britannique de The Emperor of Atlantis de Viktor Ullmann.

## Lieux de concert
Le City Opera of Vancouver a mené la préparation de la restauration du Théâtre de Pantages (en) de Vancouver afin d'y accueillir la compagnie, ainsi que le Vancouver Cantonese Opera et le Vancouver Moving Theatre. Construit par Alexander Pantages en 1907, le bâtiment était considéré comme le plus ancien théâtre de vaudeville subsistant dans l'ouest du Canada et figurait sur la liste des bâtiments patrimoniaux de Vancouver (en),. Cependant, après que le conseil municipal de Vancouver a voté contre la restauration en 2011, la structure a été démolie, et la compagnie utilise depuis d'autres bâtiments dans la région métropolitaine de Vancouver comme lieux de représentation. 